# Tino García
Faustino Balbino García Méndez (Gijón, Asturias, España, 8 de mayo de 1960), conocido como Tino, es un exfutbolista español que jugaba de centrocampista.

## Clubes
| Club                            | País   | Año       |
| ------------------------------- | ------ | --------- |
| Sporting Atlético               | España | 1979-1983 |
| Real Sporting de Gijón          | España | 1983-1986 |
| Hércules C. F.                  | España | 1986-1988 |
| Real Burgos C. F.               | España | 1988-1989 |
| Villarreal C. F.                | España | 1989-1990 |
| R. S. Gimnástica de Torrelavega | España | 1990-1991 |
| C. D. Mosconia                  | España | 1991-1992 |